# Al-Khaleej (piłka nożna)
Al-Khaleej Club of Saihat (arab. نادي الخليج بسيهات) – saudyjski klub piłki nożnej mający siedzibę w Saihat. W sezonie 2020/2021 gra na drugim szczeblu ligowym.

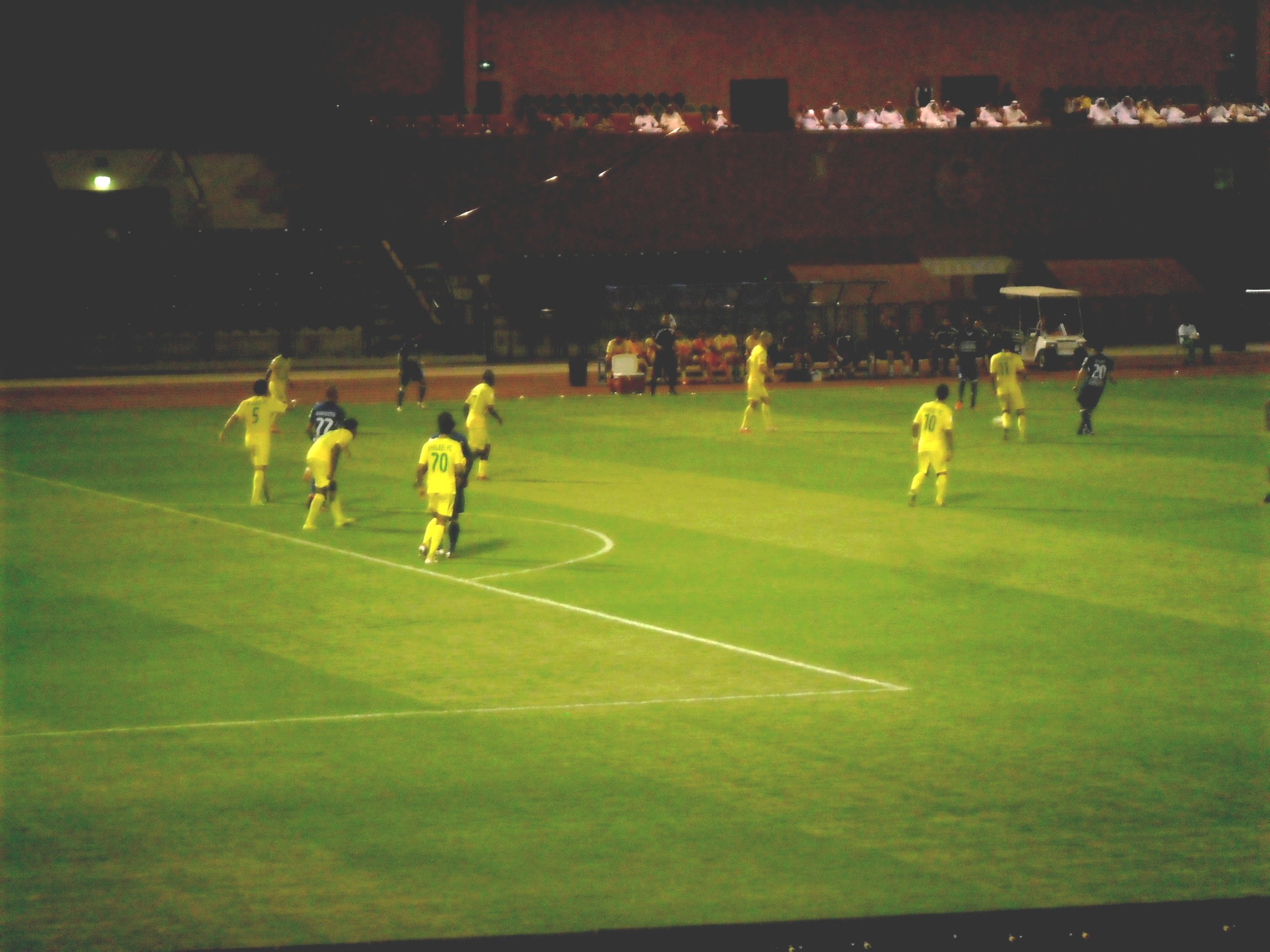
Mecz z udziałem Al-Khaleej

## Opis
Klub został założony w 1945 roku. W sezonie 2013/2014 awansował po raz pierwszy do 1. ligi, a w sezonie 2016/2017 zespół spadł do niższej dywizji. Zespół gra na Al Khaleej Club Stadium.